# Antoni Wippel
Antoni Tadeusz Wippel (ur. 13 marca 1882 w Mikuszowicach, zm. 12 lipca 1969 w Łodzi) – polski akwarelista, pejzażysta, realista.

## Życiorys
W wieku 16 lat uczył się w krakowskiej Wyższej Szkole Przemysłu Artystycznego. Ze względu talent i dojrzałość został wybrany przez Stanisława Wyspiańskiego do pomocy przy malowaniu polichromii w kościele o.o. Franciszkanów. Wippel w latach 1903–1908 odbywał służbę wojskową w armii austro-węgierskiej na froncie włoskim. Po obyciu służby podjął w Wiedniu studia malarskie. W latach 1909–1914 studiował w Akademii Sztuk Pięknych w Krakowie w pracowniach Wojciecha Weissa i Juliana Fałata. W tym okresie współpracował z Wyspiańskim i Antonim Gramatyką malując polichromie w kościołach. Przez kilka lat po studiach pracował z Weissem, następnie przebywał również we Włoszech. W 1925 związał się z Łodzią, gdzie utworzył pracownię przy ul. Zielonej 14/2 oraz uczył rysunku w szkołach średnich w Łodzi, w tym m.in. w Gimnazjum im. Mikołaja Kopernika oraz w Suwałkach. Do jego uczniów należał m.in. Zdzisław Głowacki. Wippel był darczyńcą Towarzystwa Przyjaciół Łodzi – przyczynił się do znacznego powiększenia archiwum TPŁ, ofiarowując mu zbiór znaczków i nalepek z okresu I wojny światowej. Ponadto wielokrotnie dochody z urządzanych wystaw przeznaczał na cele społeczne, m.in. Łódzkie Towarzystwo Zwalczania Raka.
Został pochowany na Starym Cmentarzu przy ul. Ogrodowej.
Żona - Maria z domu Kulisz, zm. 17 IV 1965, pochowana w tym samym grobie co mąż.

## Twórczość
Wippel był malarzem realistą. Tworzył głównie pejzaże, portrety i martwe natury wykorzystując farby olejne i akwarele. Znaczna część jego dorobku malarskiego zaginęła lub została zniszczona podczas II wojny światowej. Wśród jego prac wyróżnia się motywy łódzkie – malował obiekty architektoniczne (np. klasztor w Łagiewnikach, pałac Izraela Poznańskiego, park im. ks. J. Poniatowskiego, katedra łódzka, plac Wolności). Do jego prac należą również obrazy o tematyce marynistycznej, w tym m.in. przedwojenne prace takie jak: „Widok na port w Gdyni”, „Statek harcerski”, „Dar Pomorza”, „U przystani”, „Motława”, a także pejzaże stworzone w Tatrach, na Capri czy w Mekce. Do jego prac należą również charakteryzujące się tematyką sakralną, dzieła takie jak: „Kościółek w Beskidach” czy „Katedra Łódzka”. Niektóre z obiektów malował wielokrotnie. Jego prace znajdują się m.in. w zbiorach Muzeum Sztuki w Łodzi oraz zbiorach prywatnych. Swoje prace wystawiał m.in. w Miejskiej Galerii Sztuki (od 1928), uczestniczył w wystawach grupy Start, a także eksponował prace w Towarzystwie Zachęty Sztuk Pięknych w Warszawie, a także w Krakowie i Łodzi.

## Wyróżnienia
- pierwszy honorowy prezes Oddziału Łódzkiego ZPAP,
- Honorowa Odznaka Miasta Łodzi[4].